# Wilhelm Nußelt
Ernst Kraft Wilhelm Nußelt, más írásmóddal Nusselt (Nürnberg, 1882. november 25. – München, 1957. szeptember 1.) német gépészmérnök, fizikus, egyetemi tanár, a Bajor Tudományos Akadémia tagja, a hőátadás (hőátszármaztatás) kutatója. A hasonlóságelmélet alkalmazásával a hőátadás fizikájának fontos matematikai-fizikai összefüggéseit határozta meg. Róla nevezték el a dimenziótlan Nusselt-számot, a hőcserélők méretezésének egyik alap-paraméterét.

## Életpályája
Nürnbergben született 1882-ben. Apja Johannes Karl Nusselt (1856–1924), helybeli gyártulajdonos, anyja a szintén nürnbergi Pauline Sabine Fuchs (1857–1940) volt.
A Berlin-Charlottenburgi Műszaki Főiskolán és Müncheni Műszaki Főiskolán tanult gépészmérnöki tudományt. 1904-ben szerzett okleveles gépészmérnöki diplomát. A müncheni egyetemen Oskar Knoblauch professzor (1862–1946) asszisztense lett, annak műszaki-fizikai laboratóriumában dolgozott, közben matematikai és fizikai tanulmányokat folytatott. 1907-ben sikeresen megvédte „Hőszigetelő anyagok hővezetőképessége” (Wärmeleitfähigkeit von Isoliermaterialien) című doktori téziseit. 1907–1909 között a Drezdai Műszaki Egyetemen Richard Mollier professzor asszisztenseként dolgozott, és 1909-ben habilitációt szerzett „Hő- és impulzustranszport csővezetékekben” (Wärme- und Impulstransport in Rohren) című disszertációjával.
1915-ben tette közzé fő művét, „A hőközlés alaptörvénye” (Das Grundgesetz des Wärmeübergangs” címmel. Ebben új módon közelítette meg a hőközlés (hőátszármaztatás) fizikai problémáit. Munkájának legfontosabb újdonsága, hogy a hasonlóságelméletet alkalmazta a hőátadási folyamatok modellezésére, elméleti és mérnöki feladatok megoldására.

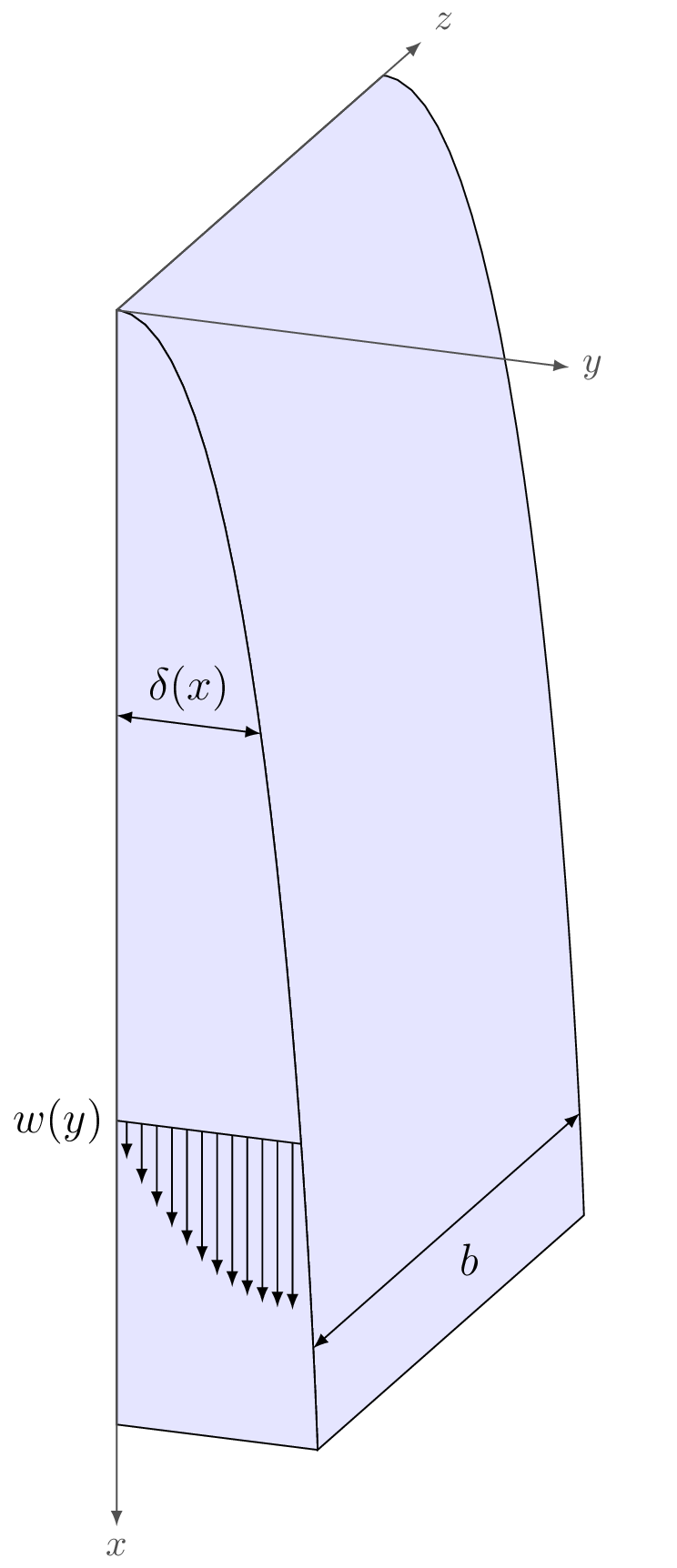
Szilárd felület mentén áramló folyadékban kialakuló határréteg, Nusselt modellje szerint

1916-ban mutatta be a később róla elnevezett vízhatárréteg-elméletet (Nußeltsche Wasserhauttheorie), amelynek segítségével leírta az áramló közegbe helyezett csövek, valamint függőleges és ferde sík felületek (falak) felszínén kialakuló lamináris filmkondenzáció révén létrejövő konvektív hátadás törvényeit. Ezzel új számítási módszert adott a kazánokat és hőcserélőket tervező mérnökök számára.
1917-ben Drezdában feleségül vette Susanne Thürmert (1892–1971), a házasságból egy fiú és két leány született.
1920–25 között a Karlsruhei Műszaki Főiskola, (a mai Műszaki Egyetem) kinevezett egyetemi tanára volt.
1925-ben kinevezték a Müncheni Műszaki Főiskola rendes egyetemi tanárává, az Elméleti Géptan Tanszék (Lehrstuhl für theoretische Maschinenlehre) vezetőjévé, és – August Loschge gépészmérnökkel (1881–1965) együtt – a Hőerőgép Laboratórium igazgatójává. 1925-től egészen 1951-es nyugállományba helyezéséig a termodinamika oktatójaként és kutatójaként tevékenykedett. Ebben az időben a hőátvitel területén több fontos kutatási eredményt és matematikai modellt publikált (Nusselt-féle folyadékhatárréteg-elmélet, Nusselt-gömb, Nusselt-szám és mások). 1951-ben nyugállományba vonult és professor emeritusként dolgozott tovább.
1951-ben a Német Mérnökök Egyesülete (Verein Deutscher Ingenieure, VDI) a Franz Grashofról elnevezett Grashof-emlékérmét (Grashof-Denkmünze) adományozta Nußeltnek. Ugyanebben az évben a Braunschweigi Tudományos Társaság (Braunschweigische Wissenschaftliche Gesellschaft, BWG) Nußelt nyugalmazott professzornak adományozta az évente egyszer kiadott Gauss-érmet (Carl Friedrich Gauss-Medaille).
1953-ban a Drezdai Műszaki Egyetem díszdoktorává avatta. Ugyanebben az évben a Bajor Tudományos Akadémia rendes tagjai közé választotta. Münchenben hunyt el, 1957. szeptember 1-jén.

## Fontosabb művei
- (1909) „Die Wärmeleitfähigkeit von Wärmeisolierstoffen”. Mitteilungen Forschungsarbeit Ingenieurwesen Heft 63/64, 1-83. o. (Tartalma az 1907-es doktori disszertáció)
- (1910) „Der Wärmeübergang in Rohrleitungen”. Mitteilungen Forschungsarbeit Ingenieurwesen Heft 89, 1-38. o. (Tartalma az 1909-es habilitációs disszertáció)
- (1915) „Das Grundgesetz des Wärmeübergangs”. Gesundheits-Ingenieurwesen 38, 477-82, 490-96. o.
- (1916) „Die Verbrennung und Vergasung der Kohle auf dem Rost”. VDI-Zeitschrift 60, 102-07. o.
- Technische Thermodynamik I. Grundlagen. Berlin: de Gruyter (1934)
- Technische Thermodynamik. II. Theorie der Wärmekraftmaschinen. Göschen (1944, 1951)
- Műveinek listáját lásd: Allgemeine Wärmetechnik 3, 1952, 8/9. kötet, 162 oldal.